# Yábluniv (Kósiv)
Yábluniv (ucraniano: Я́блунів) es un sélyshche de Ucrania, perteneciente al raión de Kósiv de la óblast de Ivano-Frankivsk.
En 2017, la localidad tenía una población de 2092 habitantes. Es sede de un municipio que incluye diez pueblos como pedanías, con una población municipal total de casi quince mil habitantes. El municipio se formó en 2017 mediante la fusión del ayuntamiento urbano de Yábluniv con los vecinos consejos rurales de Akreshory, Liucha, Stopchátiv, Tekuche (actual Tekucha) y Útoropy, a los que se añadieron en 2020 los consejos rurales de Bania-Beréziv, Vyzhni Beréziv, Seredni Béreziv, Nyzhni Beréziv y Liuchký.
Tiene su origen en la concesión de tierras que Segismundo III Vasa hizo en 1593 al starosta de Hálych, Stanislav Wlodek. El rey le concedió el señorío de una parte de las tierras del miasteczko de Stopchátiv para fundar una localidad, que recibió el nombre de "Vlodkiv" en referencia a la familia noble fundadora y adoptó en 1602 el Derecho de Magdeburgo. En 1610 fue comprada la localidad por la familia noble Jabłonowski, que le dio su actual topónimo. La RSS de Ucrania le dio en 1940 el estatus de asentamiento de tipo urbano.
Se ubica en la parte más septentrional del parque natural nacional de Hutsulshchyna, a medio camino entre Kósiv y Kolomyya sobre la carretera R24. El río Liuchka fluye por el casco urbano.